# Nous les enfants prodiges
Pour plus de détails, voir Fiche technique et Distribution.
Nous les enfants prodiges (Wir Wunderkinder) est un film allemand réalisé par Kurt Hoffmann, sorti en 1958.
Il s'agit de l'adaptation du roman satirique de Hugo Hartung.

## Synopsis
Le film raconte la vie du jeune Hans Böckler sur plus de 40 ans, de 1913 à 1957 : de la (prétendue) rencontre avec son camarade de classe Bruno Tiches avec l'empereur Guillaume II au Wirtschaftswunder.
Boeckel est journaliste au moment de l'avènement du nazisme qu'il considère comme un phénomène temporaire. Sa première petite amie Vera von Lieven émigre avec son père, ainsi que son camarade juif Siegfried Stein. Boeckel rencontre Kirsten, une Danoise. Ils s'en vont au Danemark, où ils se marient. Kirsten l'aide jusqu'à ce qu'il puisse enfin à nouveau travailler avec succès pour un journal dans les années 1950.
Son histoire est en contraste avec celle de Bruno Tiches qui devient opportunément fonctionnaire du régime nazi jusqu'à être le directeur général de la répression du marché noir. En 1955, il est à nouveau parmi les notables en Allemagne et est même considéré comme un des auteurs du miracle économique allemand.
Quand Boeckel doit écrire la nécrologie sur Tiches, dont il ne sait rien sinon qu'ils furent camarades de classe, il demande d'abord à ne pas le faire. Mais quand il découvre son passé, il n'a pas l'intention de l'occulter. Refusé par sa rédaction, il s'en va en colère, mais il ne voit pas que l'ascenseur est en panne et meurt en tombant dans la cage vide. Le film termine avec cette morale : "Nous voulons continuer à vivre dans son esprit."

## Fiche technique
- Titre original : Wir Wunderkinder
- Titre français : Nous les enfants prodiges[1]
- Réalisation : Kurt Hoffmann assisté de Manfred Kercher et de Wolfgang Kühnlenz (de)
- Scénario : Heinz Pauck (de), Günter Neumann (de)
- Musique : Franz Grothe
- Direction artistique : Franz Bi, Max Seefelder (de)
- Costume : Elisabeth Urbancic (de)
- Photographie : Richard Angst
- Son : Walter Rühland
- Montage : Hilwa von Boro
- Production : Hans Abich (de), Rolf Thiele
- Sociétés de production : Filmaufbau
- Société de distribution : Constantin Film
- Pays de production :  Allemagne de l'Ouest
- Langue : allemand
- Format : Noir et blanc - 1,66:1 - Mono - 35 mm
- Genre : Film satirique
- Durée : 108 minutes
- Dates de sortie :
  - Allemagne : 28 octobre 1958.
  - République Démocratique Allemande : 3 mai 1959.
  - France : 2 décembre 1960[1].

## Distribution
- Hansjörg Felmy : Hans Boeckel
- Johanna von Koczian : Kirsten
- Robert Graf : Bruno Tiches
- Wera Frydtberg (de) : Vera von Lieven
- Wolfgang Neuss : Le conférencier
- Wolfgang Müller (de) : Hugo, le pianiste
- Elisabeth Flickenschildt : Mme Meisegeier
- Jürgen Goslar : Schally Meisegeier
- Liesl Karlstadt : Mme Roselieb
- Michl Lang (de) : M. Roselieb
- Pinkas Braun : Siegfried Stein
- Ingrid Pan (de) : Doddy Meisegeier
- Peter Lühr : Le rédacteur en chef Vogel
- Ingrid van Bergen : Evelyn Meisegeier
- Hans Leibelt : M. Lüttjensee
- Lina Carstens : Vette, la paysanne
- Tatjana Sais : Mme Häflingen
- Horst Tappert : Schindler, le maître d'école
- Ralf Wolter : L'homme des toilettes
- Karl Lieffen : Obmann Wehackel
- Ernst Schlott (de) : Dr. Sinsberg
- Franz Fröhlich (de) : L'officier
- Ludwig Schmid-Wildy (de) : Le vieux monsieur
- Otto Brüggemann (de) : Dr. Engler
- Helmuth Rudolph : Baron von Lieven
- Helmut Brasch (de) : M. Untermüller
- Karen Marie Löwert : Mme Hansen
- Emil Hass-Christensen : M. Hansen

## Distinctions
- 1960 : Golden Globe du meilleur film en langue étrangère